# Lockheed P-80 Shooting Star
El Lockheed P-80 Shooting Star fue el primer caza a reacción operativo de Estados Unidos, un diseño bastante convencional aparte del motor a reacción y el ala de flujo laminar. A finales de la Segunda Guerra Mundial, cuatro unidades estaban en Europa listas para el combate, pero no llegaron a realizar ninguna misión. 
Diseñado y construido por Lockheed en 1943 y entregado solo 143 días desde el inicio del proceso de diseño, los modelos de producción volaban y dos modelos de preproducción tuvieron un servicio muy limitado en Italia justo antes del final de la Segunda Guerra Mundial. Diseñado con alas rectas, el tipo vio un extenso combate en Corea con la Fuerza Aérea de los Estados Unidos (USAF) con la denominación F-80.
Fue el primer avión de combate propulsado por turborreactor exitoso de Estados Unidos, ayudó a marcar el comienzo de la "era del Jet" en la USAF, pero fue superado con la aparición del transónico MiG-15 de ala en flecha y fue rápidamente reemplazado en el papel de superioridad aérea por el transónico F-86 Sabre. El F-94 Starfire, un interceptor para todos los climas en el mismo fuselaje, también estuvo en servicio en la guerra de Corea. El entrenador T-33 Shooting Star estrechamente relacionado permaneció en servicio con la Fuerza Aérea y la Marina de los EE. UU. hasta bien entrada la década de 1980, y la última variante NT-33 no se retiró hasta abril de 1997.

## Diseño y desarrollo

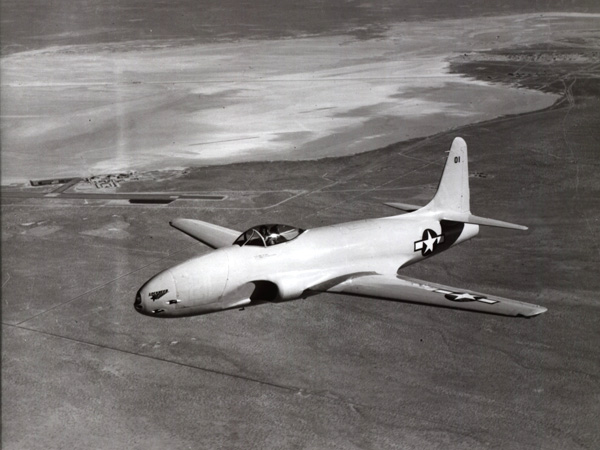
El XP-80A 44-83021 "Gray Ghost" en vuelo.

En 1939, el equipo de diseño de "Kelly" Johnson, en Burbank, California, propuso a las autoridades militares la construcción de un caza a reacción, el L-133, que resultaría anulado por la falta de una planta motriz y la indiferencia burocrática. Pero poco después, presionadas por las exigencias de guerra, las USAAF solicitaron a Johnson que produjese el nuevo diseño XP-80 (Model L-140) en 180 días. A pesar del optimismo con que el equipo comenzó su trabajo, nunca llegaron a sospechar que el producto de la inventiva de Kelly se convirtiese no sólo en el caza F-80, sino también en el T-33, el entrenador a reacción más difundido de Occidente y en el también formidable interceptador Lockheed F-94.
Adelantándose a las exigencias de las USAAF, el prototipo XP-80, pintado en verde espinaca y bautizado Lulu-Belle, estuvo dispuesto para su primer vuelo sólo 143 días después de comenzado el proyecto. Estaba propulsado por un turborreactor británico Halford H1 de 1360 kg de empuje, y el 8 de enero de 1944, con Milo Burcham a los mandos, se elevó por primera vez del suelo, pero los segundo y tercer prototipos XP-80A (Model L-141), así como el YP-80A de preserie, estuvieron dotados con el General Electric I-40 de 2980 kg de empuje. 
A finales del conflicto, dos unidades se encontraban en Italia listas para el combate, otras dos habían llegado a Gran Bretaña, y no menos de 16 se hallaban ya en condiciones de vuelo. Pero los primeros accidentes del P-80 se llevaron las vidas del principal as estadounidense, el mayor Richard Bong, el 6 de agosto de 1945, mismo día del bombardeo atómico sobre Hiroshima, y la del piloto de pruebas Burcham, el 20 de octubre de 1944. No obstante, y a pesar de la intensa actividad del proyecto, la II Guerra Mundial acabó demasiado pronto para que el caza a reacción de Lockheed lograse entrar en combate. 
No fue hasta la puesta a punto del extraordinario motor turborreactor J33, desarrollado con tecnología británica por General Electric, pero fabricado por Allison, cuando el Shooting Star encontró su verdadera dimensión.
Las versiones J33-A-11 de 1815 kg de empuje, J33-A-19 de 2360 kg y la J33-A-25 de 2450 kg propulsarían respectivamente a las variantes P-80A, P-80B y F-80C.
En los últimos años del decenio de los cuarenta, una docena de escuadrones operaban con el F-80 en Estados Unidos y Alaska. Diversos récords de velocidad y distancia habían demostrado la valía de la máquina.
El 22 de enero de 1946, el coronel William H. Council voló un P-80A de costa a costa en 4 horas y 13 minutos, a una velocidad media de 934,8 km/h y recorriendo una distancia de 3919,9 km entre Long Beach, California, y LaGuardia, en Nueva York. El 19 de junio de 1947, el coronel Albert Boyd voló el P-80R (Racer) desde el lago seco de Muroc, California, consiguiendo un nuevo récord mundial de velocidad a 1003,88 km/h.
Dos años después, el as de guerra coronel Davis Schilling comenzó los autotraslados masivos de cazas F-80 a través del Atlántico.
Este avión era un monoplano de ala baja, con el tren de aterrizaje en configuración de triciclo y una cabina con visibilidad en 360°. La versión P-80, con un ala mejorada, entró en servicio en enero de 1945, y apenas 45 aviones de esta variante habían sido entregados antes del final de la guerra. Los planes para una producción masiva de 5000 aviones fueron cancelados al final de la guerra, pero el desarrollo de versiones mejoradas elevó las unidades producidas por Lockheed a 5691.

### El Pájaro T (T-Bird, T-33)
La epopeya comenzó con la célula 48-356, un F-80 "alargado", conocido inicialmente como TF-80C y dotado con un fuselaje de mayor longitud (0,98 m más que la versión monoplaza) para permitir la instalación de un segundo asiento tras el del piloto.
Voló por vez primera el 22 de marzo de 1948, con el piloto de la compañía Tony LeVier a los mandos. Estaba propulsado por el ya familiar turborreactor Allison J33-A-35 de 2450 kg de empuje y equipado con depósitos de borde marginal de 870 l de capacidad, y comenzó enseguida a adquirir una excelente reputación y a ganarse el apodo de "T-bird".
La producción de este entrenador llegó a totalizar los 6557 ejemplares: a los 5691 construidos por Lockheed hay que añadir los 656 CL-30 Silver Star (T-33A) fabricados por Canadair, propulsados por reactores Rolls-Royce Nene, y los 210 de Kawasaki.
Como mínimo, 31 países utilizaron el T-33 en alguna ocasión, y puede decirse que una parte importante de los pilotos de reactores del mundo aprendieron a volar en él y que continúa siendo apreciado por una u otra razón.

## Historia operacional

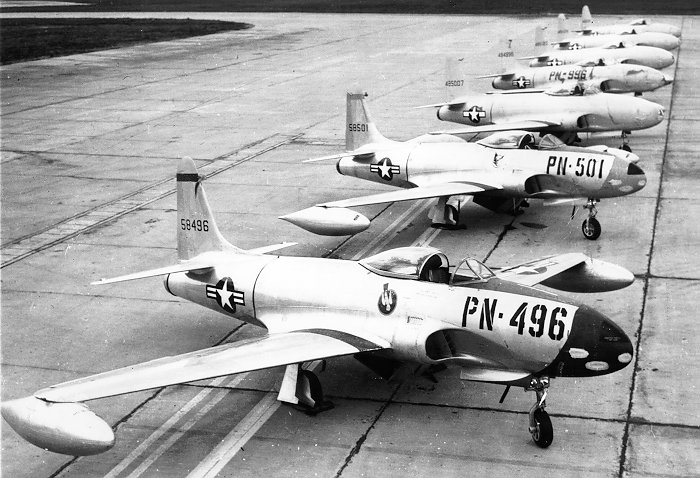
Cazas P-80B en la Base de la Fuerza Aérea Langley.

### Corea
Cuando el presidente Truman destacó fuerzas estadounidenses para combatir en Corea, el 25 de junio de 1950, los Shooting Star limpiaron rápidamente los cielos de la aviación enemiga, equipados inicialmente con obsoletos aparatos de hélice. Pero al intervenir China en el conflicto, los cazas a reacción MiG, aunque pilotados por inexpertos aviadores recién formados, demostraron que los días de gloria del caza de Lockheed ya habían pasado.
A pesar de ello, el primer combate aéreo entre reactores que registra la historia tuvo lugar el 8 de noviembre de 1950 y en su curso, el primer teniente Russell Brown, volando a bordo del F-80C 49-737, consiguió, según los partes oficiales estadounidenses, el primer derribo de un MiG-15. Durante el resto del conflicto, y bastante más, lógicamente, el F-80 fue dedicado a misiones secundarias de ataque al suelo y apoyo a la infantería.

## Variantes

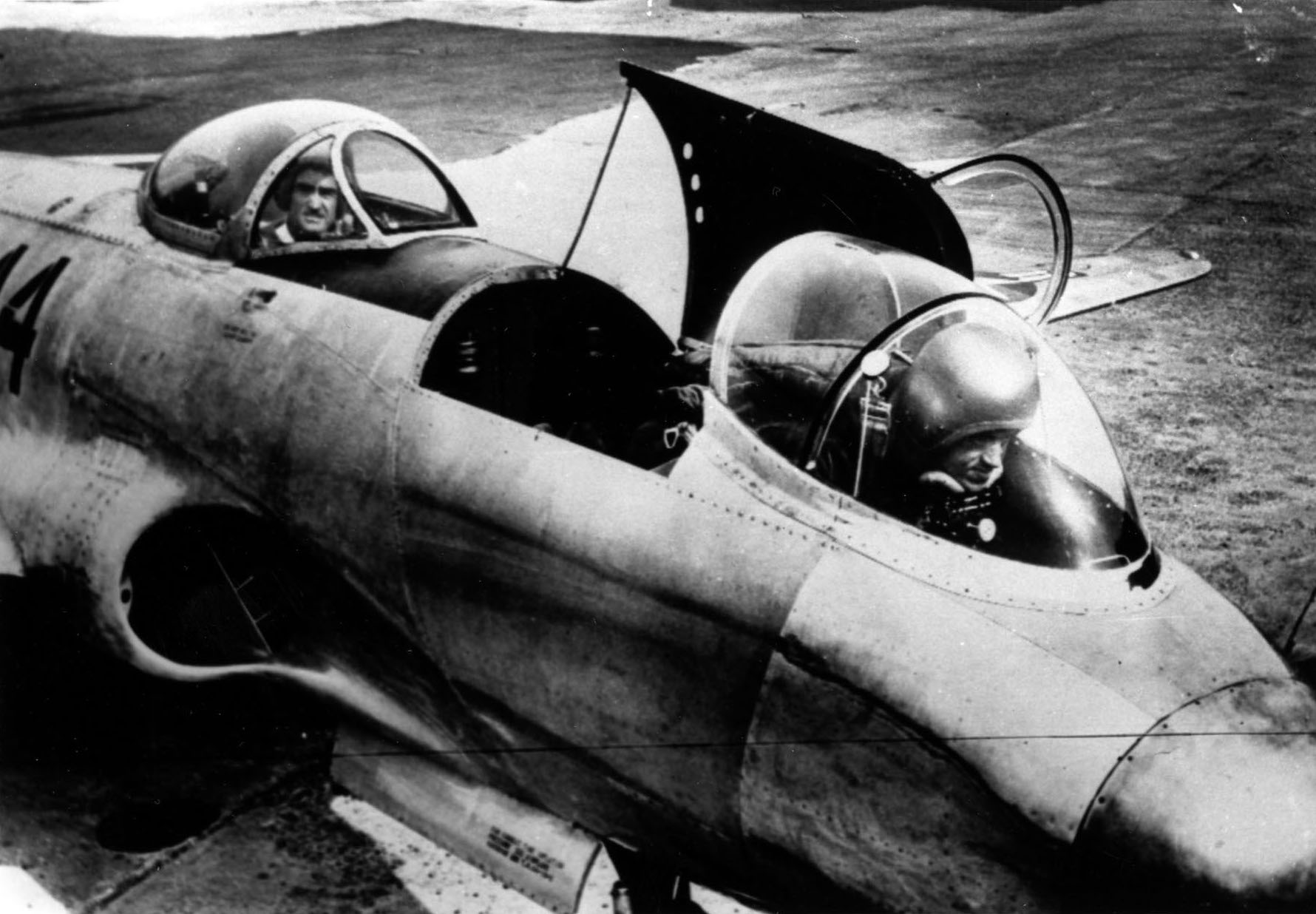
Avión de pruebas EF-80 en el que el piloto va tendido boca abajo.

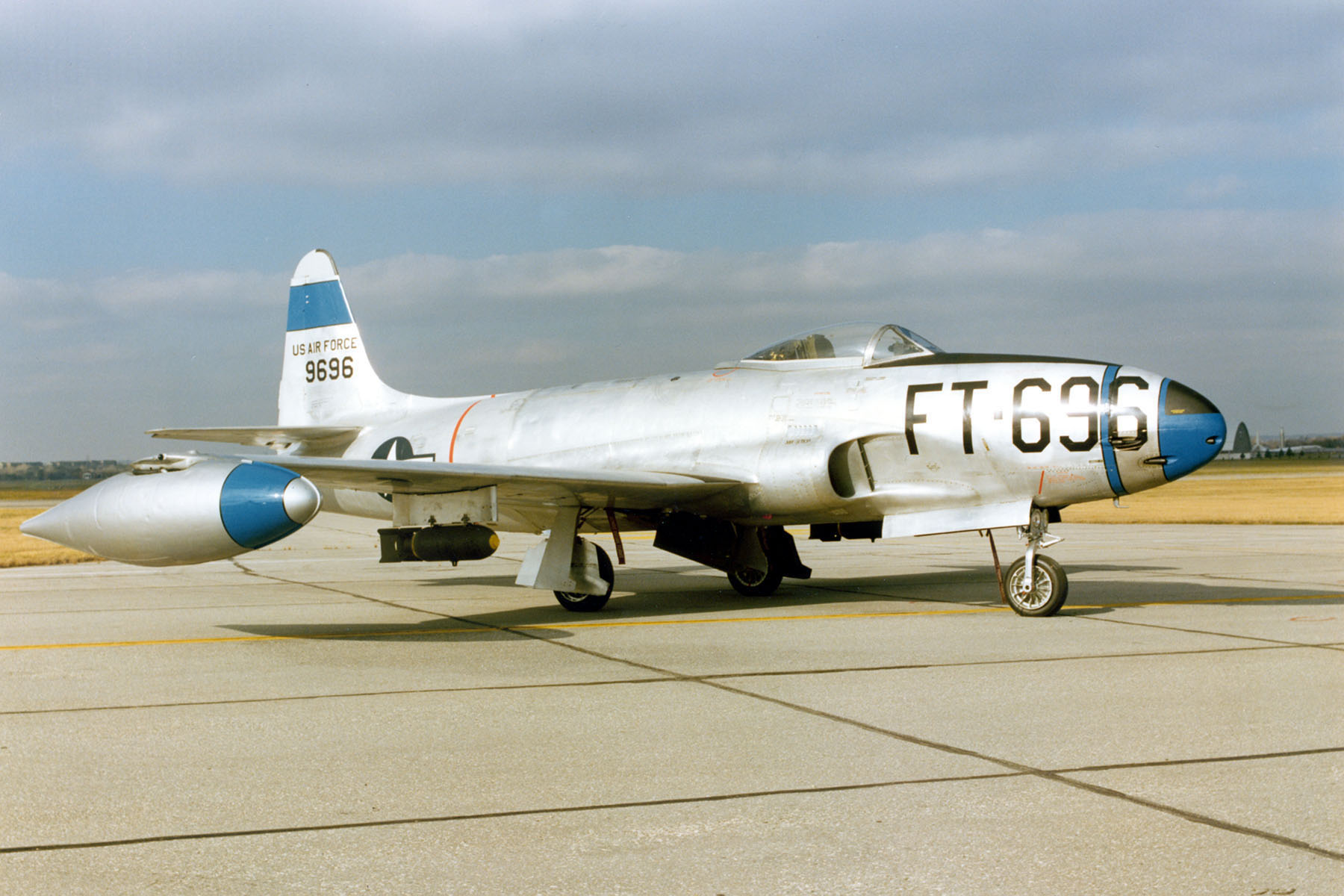
Un Lockheed F-80C Shooting Star en un museo de la USAF.

### P-80/F-80

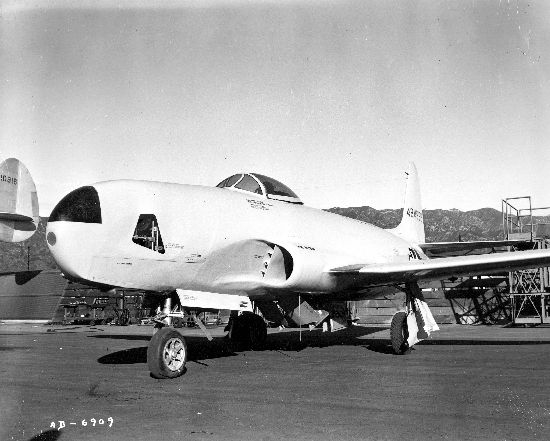
Un avión de reconocimiento F-14A/FP-80A.

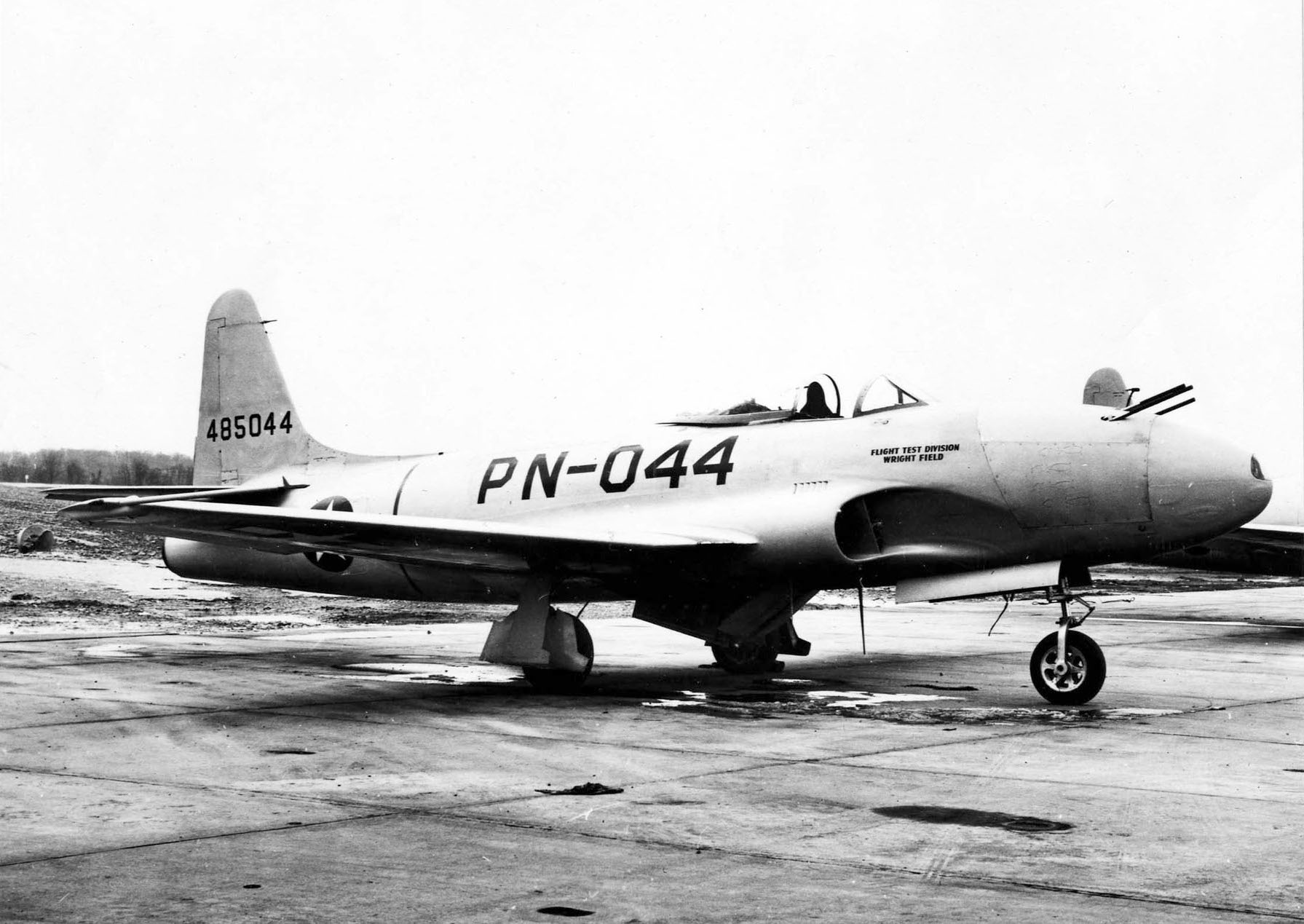
Avión de pruebas F-80A (s/n 44-85044) con dos ametralladoras gemelas de 12,7 mm en montaje oblicuo, similar al Schräge Musik alemán de la Segunda Guerra Mundial, para estudiar la posibilidad de atacar a bombarderos soviéticos desde abajo.

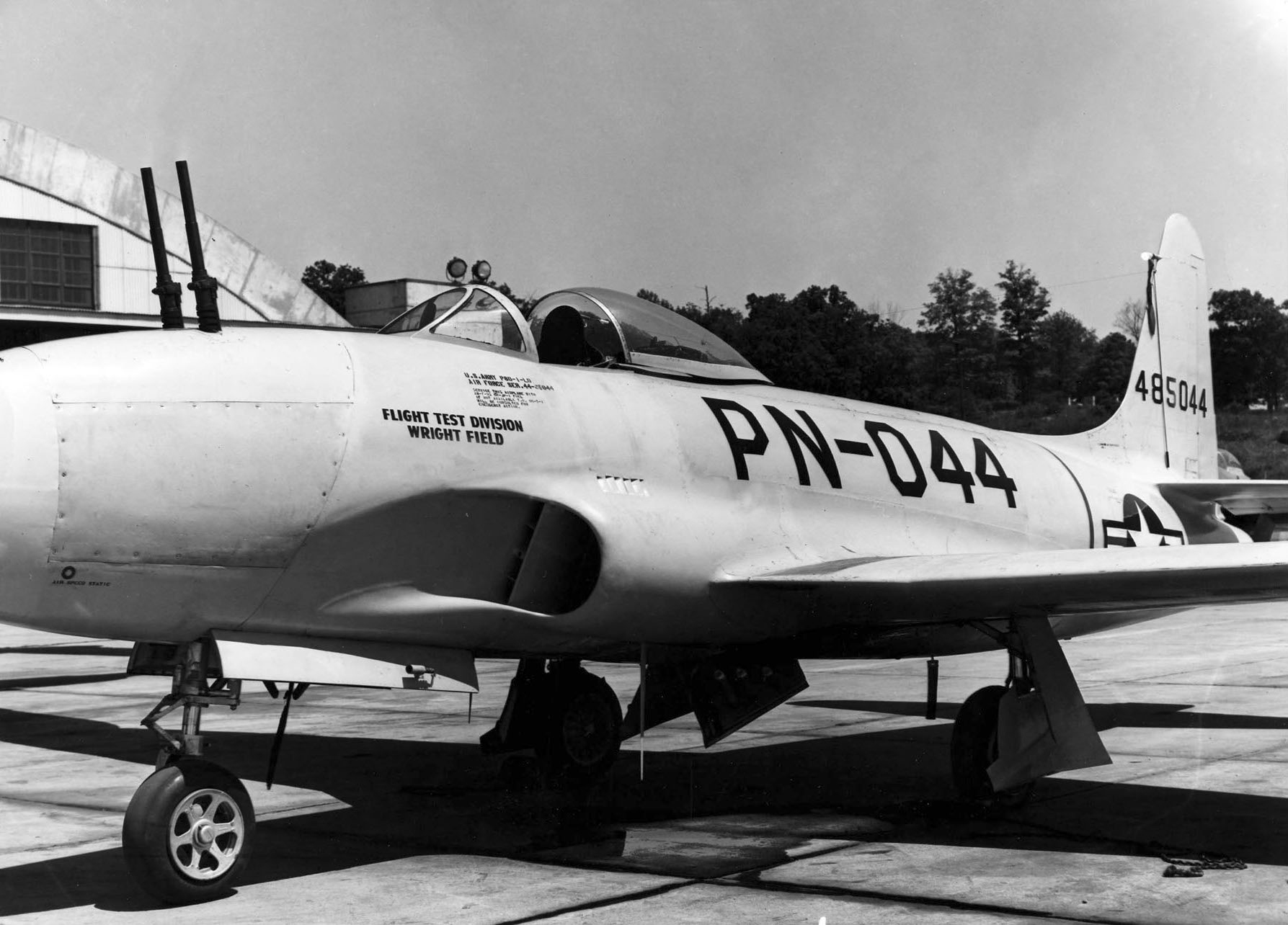
F-80 con la configuración Schräge Musik en elevación máxima.

XP-80 (Model L-140)
Prototipo propulsado por un turborreactor Halford H.1B construido por de Havilland y volado por primera vez el 8 de enero de 1944, uno construido.
XP-80A (Model L-141)
Variante prototipo de producción propulsado por un turborreactor General Electric I-40, envergadura y longitud aumentadas pero área alar reducida, dos construidos.
YP-80A
12 aviones de preproducción. Un avión, el 44-83027, fue enviado a Rolls-Royce Limited y usado para desarrollar el motor Nene.
XF-14
Uno construido desde el YP-80A 44-83024, perdido en una colisión en el aire con un avión de seguimiento B-25 Mitchell, el 6 de diciembre de 1944; prototipo de reconocimiento fotográfico de las USAAF.
P-80A
Primera versión de serie, propulsada por un motor a turborreacción General Electric J33-GE-11 de 1750 kg de empuje; armamento de seis ametralladoras de 12,7 mm; 917 construidos.
F-80A
Designación de la USAF para el P-80A.
EF-80
Modificado para probar posiciones en cabina del "Piloto en posición Prono".
F-14A
Versión de serie de reconocimiento fotográfico, las 38 primeras conversiones se efectuaron a partir de P-80A nuevos, y las 114 restantes fueron ya construidas expresamente.
XFP-80A
Un único prototipo para una versión de reconocimiento fotográfico; denominado después XF-14.
FP-80A
152 aviones del lote 15-LO; avión operacional de reconocimiento fotográfico.
RF-80A
Designación de la USAF para el FP-80A, 66 F-80A operacionales modificados al estándar RF-80A.
ERF-80A
Redenominación de un F-80A empleado en pruebas de equipos de cámaras fotográficas.
XP-80B
Prototipo de una versión mejorada, con sección alar revisada y un turborreactor Allison J33-A-17 de 1800 kg de empuje.
P-80B
Versión de serie, dotada con muchas mejoras; introducía asiento eyectable y capacidad para incorporar cohetes de asistencia en despegue (JATO); 240 construidos.
F-80B
Designación de la USAF para el P-80B.
XP-80R
Redesignación del prototipo XP-80B, una vez preparado para realizar un intento para batir el récord mundial de velocidad, que obtuvo para su país el 19 de junio de 1947.
P-80C (después F-80C)
Última versión de serie, inicialmente con turborreactores J33-A-23 de 2090 kg de empuje; los aviones de los lotes posteriores recibieron los motores J33-A-35 de 2450 kg de empuje; armamento revisado y capacidad para llevar cohetes subalares; 749 construidos.
F-80C
Designación de la USAF para el P-80C.
RF-80C
Redenominación de 70 F-80A, tras ser convertidos para realizar tareas de reconocimiento.
DF-80A
Redesignación de aviones F-80A tras ser convertidos en guías de blancos aéreos.
QF-80A/QF-80C/QF-80F
Redesignación aplicada a aviones convertidos en blancos radiocontrolados.
TP-80C
Primera designación para el prototipo de entrenador TF-80C.
TF-80C
Prototipo del T-33 (48-0356).
TO-1/TV-1
Designación aplicada por la Armada estadounidense a 50 P-80C adquiridos como entrenadores avanzados a reacción, de los que 16 fueron inicialmente para el Cuerpo de Marines estadounidense.

### Derivados
Lockheed T-33 Shooting Star
Lockheed también produjo una variante biplaza de entrenamiento con un fuselaje alargado, el T-33, que permaneció en producción hasta 1959 y fue producido bajo licencia en Japón y Canadá. El entrenador fue usado por más de 20 países diferentes. Fueron construidos un total de 6557 T-33 y algunos aún vuelan.
Lockheed F-94 Starfire
Dos TF-80C fueron modificados como prototipos del F-94 Starfire, un caza todotiempo producido en tres variantes.

## Operadores

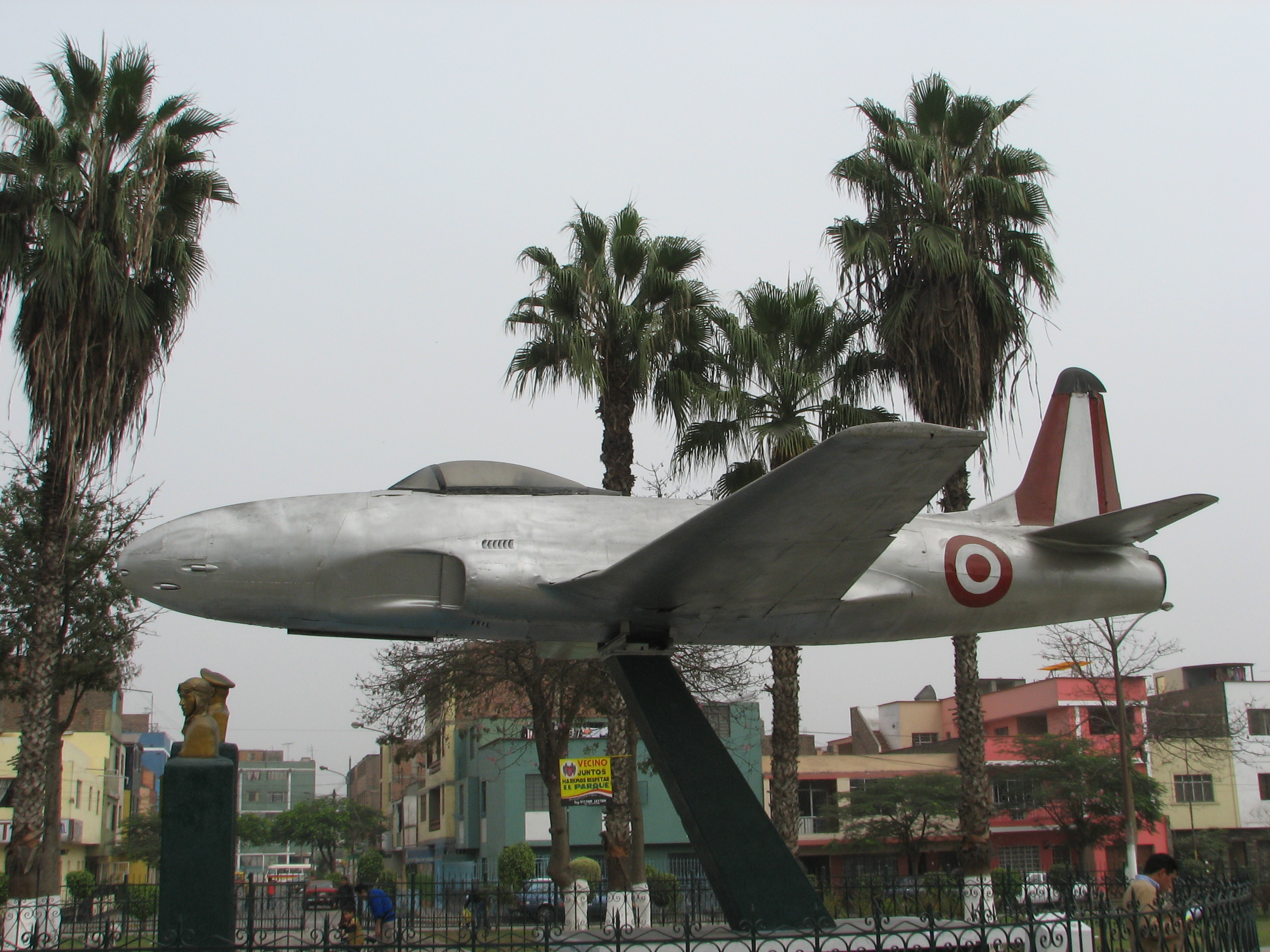
Un F-80C peruano conservado en un parque de Lima.

Brasil33 F-80C entregados a partir de 1958, retirados de servicio en 1973.
 Chileen torno a 30 F-80C entregados desde 1958, los últimos retirados de servicio en 1974.
 Colombia16 F-80C entregados a partir de 1958, retirados en 1966.
 Ecuador16 F-80C entregados entre 1957 y 1960, seis de ellos regresaron a Estados Unidos en 1965.
 Estados Unidos
- Fuerza Aérea de los Estados Unidos
- Armada de los Estados Unidos

 Perú16 F-80C entregados a partir de 1958, retirados en 1973.
 Uruguayal menos 20 F-80C entregados en 1958, retirados en 1976.
 Yugoslavia

## Especificaciones (P-80A/F-80)

### Características generales
- Tripulación: Uno (piloto)
- Longitud: 10,5 m (34,4 ft)
- Envergadura: 11,8 m (38,7 ft)
- Altura: 3,4 m (11,3 ft)
- Superficie alar: 22,1 m² (237,6 ft²)
- Peso vacío: 3819 kg (8417,1 lb)
- Peso cargado: 5738 kg (12 646,6 lb)
- Peso máximo al despegue: 7646 kg (16 851,8 lb)
- Planta motriz: 1× turborreactor centrífugo Allison J33-A-35.
  - Empuje normal: 28 kN (2855 kgf; 6295 lbf) de empuje.

### Rendimiento
- Velocidad nunca excedida (Vne): 996 km/h (619 MPH; 538 kt)
- Velocidad crucero (Vc): 750 km/h (466 MPH; 405 kt)
- Alcance: 2780 km (1501 nmi; 1727 mi)
- Techo de vuelo: 15 270 m (50 098 ft)
- Régimen de ascenso: 47,8 m/s (9409 ft/min)
- Carga alar: 260 kg/m² (53,3 lb/ft²)
- Empuje/peso: 0,004 kN/kg

### Armamento
- Ametralladoras: 

  - 6x AN/M3 de 12,7 mm (con una cinta de 300 cartuchos cada una)
- Puntos de anclaje: 10 con una capacidad de 1 600 kg, para cargar una combinación de:  
  - Bombas: 

    - 4 bombas de 500 kg

  - Cohetes: 

    - 8 cohetes no guiados

### Aviónica
- Radar de tiro y compensador de caída balística

## Aeronaves relacionadas

### Desarrollos relacionados
- T-33 Shooting Star
- Lockheed T2V SeaStar
- F-94 Starfire
- Boeing Skyfox

### Aeronaves similares
- Heinkel He 280
- Messerschmitt Me 262
- Bell P-59 Airacomet
- Gloster Meteor
- de Havilland Vampire

### Secuencias de designación
- Secuencia P-_ (Cazas (Pursuit) del USAAC/USAAF/USAF, 1924-1962): ← XP-77 - P-78 - XP-79 - P-80/F-80 - XP-81 - P-82/F-82 - XP-83 →
- Secuencia F-_ (Aviones de Reconocimiento del USAAS/USAAC/USAAF/USAF (Prefijo F-), 1930-1948): ← F-11 - F-12 - F-13 - F-14 - F-15
- Secuencia T_V (Entrenadores de la Armada estadounidense, 1946-1962 (Lockheed, 1942–1962)): TV-1 - TV-2 - T2V